# Purdiaea bissei
Purdiaea bissei är en tvåhjärtbladig växtart som beskrevs av Berazaín. Purdiaea bissei ingår i släktet Purdiaea och familjen Clethraceae. Inga underarter finns listade i Catalogue of Life.